# Armée de l'air royale néerlandaise
La Force aérienne royale néerlandaise (en néerlandais : Koninklijke Luchtmacht, KLu) est la composante aérienne militaire des Forces armées néerlandaises. Elle compte un effectif de plus de 8 000 personnes et une possession de 263 aéronefs, dont 63 de combat et 88 drones[Quand ?].

## Historique

### Origines et fondation

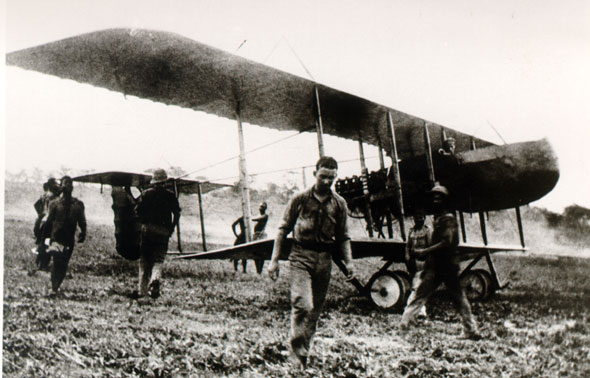
Farman en 1916.

La fondation de la Force aérienne royale néerlandaise remonte à 1913. Elles n'ont cependant pas de branche officielle, les aéronefs étant enregistrés avec la Force terrestre royale néerlandaise (en). Les Pays-Bas restent neutres durant la Première Guerre mondiale et sont ainsi préservés d'une invasion allemande. De 1915 à 1950, l'aviation militaire de l'armée royale des Indes néerlandaises est un service indépendant de l'aviation métropolitaine chargé de la défense des Indes néerlandaises.

### Bataille des Pays-Bas

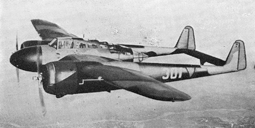
Fokker G.I Jachtkruiser.

En juillet 1939, le groupe d'aviation de l'armée est renommé Brigade d'aviation de l'armée (Luchtvaartbrigade). Au déclenchement de l'invasion allemande des Pays-Bas en mai 1940, elle opère avec une flotte aérienne de 155 avions : 28 chasseurs lourds bimoteurs Fokker G.I, 31 chasseurs Fokker D.XXI et sept Fokker D.XVII ; dix bombardiers bimoteurs Fokker T.V, quinze Fokker C.X et 35 bombardiers légers Fokker C.V, douze bombardiers en piqué Douglas DB 8A-3N (Northrop A-17) et dix-sept avions de reconnaissance Koolhoven F.K.51.
74 des 155 avions sont des biplans. 121 de ces appareils sont à la fois dans la force opérationnelle et en réserve. Le restant est affecté à l'école de la force aérienne qui utilise trois Fokker D.XXI, six Fokker D.XVII, un Fokker G.I., un Fokker T.V. et sept Fokker C.V., ainsi que plusieurs autres avions de formation. Quarante autres avions servent au sein de l'aéronavale néerlandaise, dont les hydravions bimoteurs Fokker T.VIII. Cependant, le Fokker D.XXIII n'est toujours pas opérationnel. La petite armée est submergée par les troupes du Troisième Reich et les Pays-Bas capitulent en une semaine.
En 1942, au début guerre du Pacifique, ce fut l'Aviation militaire de l'armée royale des Indes néerlandaises qui est défaite par les forces impériales japonaises qui envahissent le Sud-est asiatique.

### Seconde moitié duXXesiècle

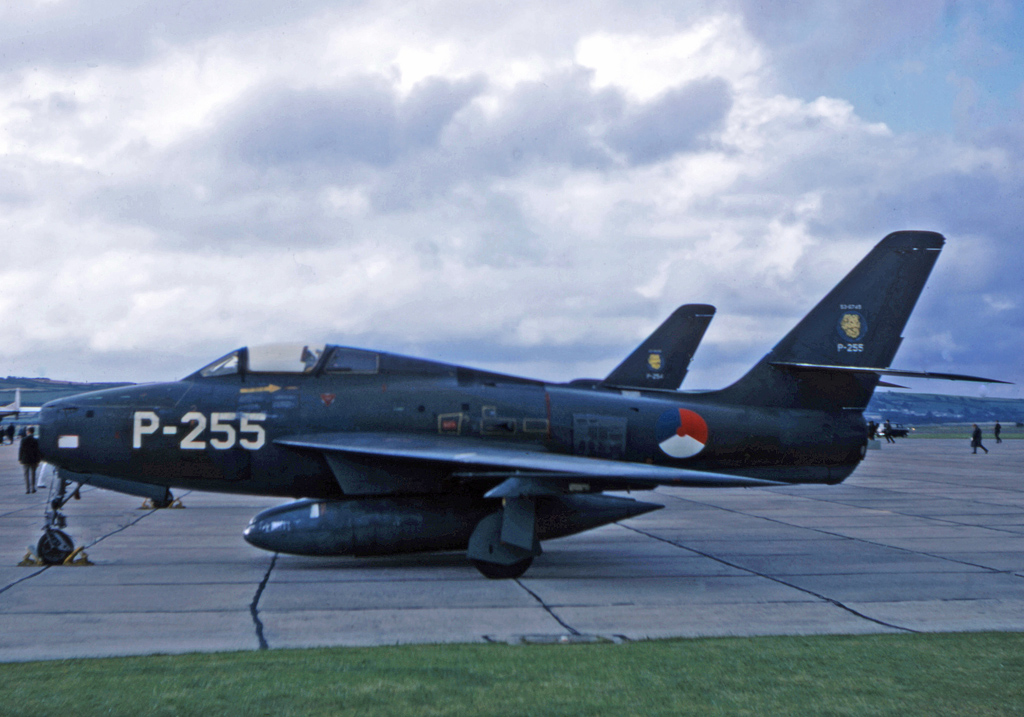
F-84F Thunderstreaks du (1969).

La Force aérienne royale néerlandaises est officiellement créée en 1953, avec une administration propre. Alors que le gouvernement indonésien réclame sa souveraineté sur la Nouvelle-Guinée néerlandaise, les Pays-Bas déploient une flotte aérienne de combat sur le territoire, sans toutefois en faire usage. Le pays considère l'île comme un territoire d'outre-mer, faisant face aux indépendantistes, qui gagnent le conflit. Durant la guerre froide, la force aérienne néerlandaise est active dans l'instauration d'un plan de défense en Allemagne de l'Ouest contre la menace soviétique.
En 1979, la patrouille aérienne Solo Display Team est créée et intégrée aux forces aériennes. L'armée est engagée dans plusieurs opérations de l'Organisation du traité de l'Atlantique nord (OTAN), dont les Pays-Bas sont membres, notamment durant les guerres de Yougoslavie.

### Début duXXIesiècle
À la suite des attentats du 11 septembre 2001 aux États-Unis, le pays rejoint la guerre d'Afghanistan. En 2005, environ 20 bombes nucléaires B61 de la United States Air Forces in Europe sont stockées sur la base aérienne Volkel-Uden pouvant en entreposer jusque 44 depuis septembre 1991 sous la garde du 703e escadron de support des munitions (anciennement le 752e escadron jusqu'en 2004), destinées à être utilisées par les escadrons 311 et 312 de la Force aérienne royale néerlandaise équipés de F-16. En 2014, les Pays-Bas engagent huit F-16 dans la guerre aérienne contre l'État islamique. Dans la nuit du 2 au 3 juin 2015, l'un d'entre eux bombarde un site de production de voitures piégées à Hawija (Irak), causant la mort d'au moins 85 civils,.
En 2019, la Solo Display Team est démantelée.

## Équipements
Le principal chasseur néerlandais des années 1980 à 2024 est le chasseur F-16 Fighting Falcon dans le cadre du Marché du siècle de l'OTAN. La formation des pilotes s'effectue a l'aéroport international de Tucson, leur dernière mission sur ce site a lieu le 29 juillet 2022 alors que 11 F-16 (5 F-16AM monoplaces et 6 F-16BM biplaces) y sont déployés. Ils sont retirés le 24 septembre 2024 après 45 ans de service. En 45 ans de service, cette flotte de F-16 a perdu 36 appareils et déploré la mort de 15 de ses pilotes.
À la suite de la commande de chasseurs Lockheed Martin F-35A Lightning II, portant à l'origine sur 37 exemplaires, la ministre de la Défense Jeanine Hennis-Plasschaert déclare que 32 appareils seront basés aux Pays-Bas — dont 29 seront pleinement opérationnels — et que 5 resteront basés aux États-Unis « de manière permanente » pour assurer la formation et l'entraînement des pilotes. Ce faible nombre d'appareils conduit à proposer qu’en 2016, la police du ciel au-dessus du territoire du Benelux soit conduite conjointement avec la composante air belge. Plusieurs autres commandes ont porté le total à 52, 40 étant livrés en date de septembre 2024.
Enfin, la Marine royale néerlandaise dispose de plusieurs hélicoptères Westland Lynx mais ceux-ci ne sont pas enregistrés auprès des forces aériennes.
| Aéronef                                   | Photographie     | Origine                | Type                                                                      | En service en 2017, | En service en 2022  | En service en 2023  | Notes |
| Avions de combat                          | Avions de combat | Avions de combat       | Avions de combat                                                          | Avions de combat    | Avions de combat    | Avions de combat    | Avions de combat |
| ----------------------------------------- | ---------------- | ---------------------- | ------------------------------------------------------------------------- | ------------------- | ------------------- | ------------------- | --- |
| Lockheed Martin F-35A Lightning II        |                  | États-Unis             | Avion de combat multirôle                                                 | 4 (37 en commande)  | 21 (52 en commande) | 28 (58 en commande) | Deux avions furent commandés pour différents tests et évaluations,. Le premier F-35A (F-001) a été reçu le 25 juillet 2013 à Fort Worth (États-Unis) et intégré à la RNLAF. La commande de base devait porter sur 37 avions, en 2018 le nombre a été passé à 52 et en 2022 le gouvernement fait savoir son intention d'acheter 6 F-35 supplémentaires,. |
| Lockheed Martin F-16AM/BM Fighting Falcon |                  | États-Unis             | Avion de combat multirôle                                                 | 61                  | 61                  | 42                  | Depuis 1979, 213 avions de ce type furent livrés aux Pays-Bas. Ils étaient fabriqués du fait d'un partenariat par Fokker. Les F-16 sont retirés du service actif progressivement à partir de 2022 lors de l'arrivée des F-35 pour être entièrement retiré en 2024. Certains jets sont incorporés dans la patrouille acrobatique, mais ces derniers peuvent aussi être déployés sur le terrain. 29 F-16A et 7 F-16B sont revendus au Chili, et 6 F-16B à la Jordanie. En 2021, le gouvernement approuve la vente de 12 F-16 à la SMP Draken international mais la guerre en Ukraine a annulé cette vente . Ainsi, sur les 42 F-16A/B qui restaient en septembre 2024, 18 doivent rejoindre l’European F-16 Training Center (EFTC) établi en Roumanie et 24 seront donnés à la force aérienne ukrainienne. |
|                                           |                  |                        |                                                                           | 65                  | 82                  |                     | |
| Avions d'entraînement                     |                  |                        |                                                                           |                     |                     |                     | |
| Pilatus PC-7 Turbo Trainer                |                  | Suisse                 | Avion d’entraînement et de présentation officielle                        | 12                  | 13                  | 13                  | Livrés originellement en jaune et rouge à partir de 1989, ils furent repeints en noir. Certains composent également la patrouille acrobatique. Modernisés à partir de 2017, ils devraient rester en service jusqu'en 2027 au moins. Modenisé en 2018. |
| Pilatus PC-7 PC-7MKX                      |                  | Suisse                 | Avion d’entraînement et de présentation officielle                        | 0                   | 0                   | 0                   | 8 PC-7MKX : Annoncé le 15 octobre 2024, huit PC-7MKX et les systèmes de formation au sol associés, dont quatre simulateurs, sont commandés en février 2025 pour remplacer la flotte actuelle des 13 PC-7. La livraison est prévue pour le premier semestre 2027. Ils seront également basés à Woensdrecht (en),. |
|                                           |                  |                        |                                                                           | 12                  | 13                  |                     | |
| Avions de transport (13 au total)         |                  |                        |                                                                           |                     |                     |                     | |
| Lockheed C-130H-30 Hercules               |                  | États-Unis             | Avion de transport tactique                                               | 4                   | 4                   | 4                   | 2 C-130H-30 et 2 ex-US Navy EC-130Q ont été convertis en C-130H par Derco Aerospace et Marshall Aerospace et livrés aux Pays-Bas. Les cockpits sont entièrement digitaux. |
| McDonnell Douglas KDC-10-30               |                  | États-Unis             | Avion de ravitaillement en vol et de transport à long rayon d’action      | 2                   | 0                   | 0                   | Entrés en service en 1995 puis retirés successivement en 2019 et 2021 pour être vendus au ravitailleur aérien privé Omega. Ils sont remplacés par des Airbus A330 MRTT de l'OTAN. |
| Boeing C-17 Globemaster III               |                  | États-Unis             | Avion de transport                                                        | 3 (partagés)        |                     |                     | Partagés avec la formation de l'OTAN Heavy Airlift Wing. Ils sont basés sur la Pápa Air Base en Hongrie. Les Néerlandais utilisent les avions à raison de 500 heures de vol par an. |
| Fokker 70M                                |                  | Pays-Bas               | Avion de transport et de soutien au profit de la famille royale           | 1                   | 0                   |                     | Transport de la famille royale. Remplacé en 2018 par un Airbus A319. |
| Gulfstream IV-SP                          |                  | États-Unis             | Avion de transport de hautes personnalités                                | 1                   | 1                   | 1                   | Transport VIP. |
| Dornier 228-200                           |                  | Allemagne              | Avion de surveillance côtière et de lutte contre les pollutions maritimes | 2                   |                     |                     | Détachés en permanence au profit de la garde-côtière néerlandaise pour des patrouilles en mer du Nord. |
| Hélicoptères                              |                  |                        |                                                                           |                     |                     |                     | |
| Boeing AH-64D Apache                      |                  | États-Unis             | Hélicoptère de combat et de reconnaissance                                | 28                  | 28                  | 28                  | 30 furent livrés. 2 se sont écrasés (Afghanistan en 2004 et Mali 2015). Ils ont été rénovés pour atteindre les standards Block II. Certains Apaches réalisent des figures pour la patrouille acrobatique lorsqu'ils ne sont pas engagés. Ils devraient être portés au standard AH-64E entre 2022 et 2025. Le premier AH-64E est réceptionné en unité le 14 mars 2024 |
| Eurocopter AS 532U2 Cougar Mk2            |                  | France                 | Hélicoptère d’assaut et de recherches-sauvetage au combat                 | 15                  | 8                   | 12                  | Améliorés en 2009. Ils doivent être remplacés entre 2030 et 2032 par 12 H225M Caracal. Un accord a été signé en 2022 pour augmenter la durée de vie des appareils et remettre certains hélicoptères en service. |
| Boeing CH-47F Chinook                     |                  | États-Unis             | Hélicoptère de transport et de manœuvre                                   | 8 (20 en commande)  | 17                  | 20                  | 6 CH-47F furent commandés en 2011. 20 nouveaux CH-47F furent plus tard commandés pour remplacer les CH-47D et AS532 Cougars. En 2015, ce nombre fut porté à 26. |
| Boeing CH-47D Chinook                     |                  | États-Unis             | Hélicoptère de transport et de manœuvre                                   | 11                  | 8                   | 0                   | 2 CH-47D furent perdus lors de combats en Afghanistan. 11 toujours en opération, que les CH-47F viendront remplacer. Il était prévu de les retirer une fois les 20 CH-47F auraient été livrés. |
| NHIndustries NH90 NFH                     |                  | Coopération européenne | Hélicoptère de combat maritime et de recherches-sauvetages en mer         | 20                  | 19                  | 19                  | Les livraisons ont commencé en 2010. 12 NFH et 8 TNFH vont être utilisés pour les besoins de la Marine royale néerlandaise à partir des LPD/LPH afin de renforcer le soutien opérationnel. |
| Eurocopter Dauphin 2                      |                  | France                 | Recherche et secours                                                      | 3                   |                     |                     | Opérés par la Noordzee Helikopters Vlaanderen sur les côtes néerlandaises en soutien aux garde-côtes. En 2024, 2 hélicoptères sont basés à De Kooy et 1 à l'héliport de Maasvlakte. Leur remplacement par des NH-90 est à l'étude. |
|                                           |                  |                        |                                                                           | 85                  | 80                  |                     | |
| Drones (88 au total)                      |                  |                        |                                                                           |                     |                     |                     | |
| MQ-9 Reaper                               |                  | États-Unis             | UAV                                                                       | -                   | (4 en commande)     | 3 (8 en commande)   | Le contrat a été signé en 2018 pour l'achat de 4 drones. Ces drones seront basés à Leeuwarden. Ils devront être pleinement opérationnels en 2022/2023 et déployables avec la station au sol et l'équipement de support. Commande de 4 drones supplémentaires en 2022. |
| RQ-11 Raven                               |                  | États-Unis             | Mini-UAV                                                                  | 72                  |                     |                     | Utilisés par l'armée et les forces spéciales afin de repérer le terrain. |
| ScanEagle                                 |                  | États-Unis             | Reconnaissance et surveillance                                            | 12                  |                     |                     | Utilisés par l'armée, un renforcement de leurs capacités est à l'étude. |

### Armements
| Armement                | Photographie | Origine             | Type                                       | Notes                |
| ----------------------- | ------------ | ------------------- | ------------------------------------------ | -------------------- |
| LITENING                |              | États-Unis - Israël | Pod de désignation laser                   | Version LITENING AT  |
| LANTIRN                 |              | États-Unis          | Pod de désignation laser                   |                      |
| GBU-10 Paveway II       |              | États-Unis          | Bombe guidée laser                         |                      |
| GBU-24 Paveway III (en) |              | États-Unis          | Bombe guidée laser                         |                      |
| GBU-39                  |              | États-Unis          | Bombe planante GPS                         |                      |
| AIM-9 Sidewinder        |              | États-Unis          | Missile air-air à courte portée infrarouge | AIM-9L/M ; AIM-9X II |
| AIM-120 AMRAAM          |              | États-Unis          | Missile air-air à moyenne portée           |                      |
| AGM-65 Maverick         |              | États-Unis          | Missile air-sol                            |                      |
| AGM-114 Hellfire        |              | États-Unis          | Missile anti char                          |                      |